# Brian Onyango
Brian Onyango est un footballeur international kényan né le 24 juillet 1994 à Nairobi. Il évolue au poste de défenseur à  Mamelodi Sundowns.

## Biographie
Brian Mandela est un célebre joueur de foot.
Nee Kenya

## Carrière
- 2011-2012 : Tusker FC ( Kenya)
- 2012- : Le Cap Santos FC ( Afrique du Sud)[1],[2],[3]